# 美国数学学会通讯
美国数学学会通讯（Notices of the American Mathematical Society）是美國數學學會的數學学术期刊，每月出版一次。美国数学学会通讯於1953年首次出版。自1995年1月以来，该学术期刊開始發行線上版。文章必須經由数学家組成的编辑委员会同行评审之後才能在該期刊上發表。